# Pietro Polani
Carlo Contarini, död 1148, var en venetiansk doge. Han var regerande doge av Venedig 1130–1148. 